# Don't Stop 'Til You Get Enough
Singles de Michael Jackson
A Brand New Day
(1979) Rock with You
(1979)
Pistes de Off the Wall
Rock with You
(2)
Don't Stop 'Til You Get Enough est une chanson de Michael Jackson sortie le 28 juillet 1979 et extraite de l'album Off the Wall (1979) dont elle est le 1er single.

## Composition
En 1978, Michael Jackson joua le rôle de l'épouvantail dans le film The Wiz, une adaptation du roman de Lyman Frank Baum Le Magicien d'Oz. Lors du tournage, Michael — alors toujours membre des Jacksons  — se lia d'amitié avec le directeur musical du film, Quincy Jones, qui décida de l'aider pour un projet d'album en solo, intitulé Off the Wall. Les enregistrements se déroulèrent entre le 4 décembre 1978 et le 3 juin 1979 à Los Angeles. 
Michael Jackson affirme que la mélodie de Don't Stop 'Til You Get Enough lui est venue en 1978 alors qu'il se trouvait dans la résidence des Jackson à Encino, et qu'une fois en tête, il ne parvenait plus à s'en affranchir. N'étant pas lui-même claviériste, il demanda à son plus jeune frère, Randy Jackson, de jouer l'air au piano dans le studio d'enregistrement familial. La démo fut présenté à Quincy Jones et décision fut prise de la sélectionner et de la travailler afin de l'inclure dans Off the Wall (comme pour Working Day and Night et Get on the Floor, autres démos de Michael sélectionnés parmi des dizaines d'autres).

Michael Jackson dira à propos de ce titre : 

« Cette chanson représente beaucoup pour moi car c'est la première que j'ai écrite entièrement,. »

Lorsque sa mère Katherine entendit la chanson pour la première fois, elle fut choquée par le fait qu'elle pouvait être interprétée comme se rapportant à l'acte sexuel. Son fils lui répondit qu'il ne l'avait pas écrite dans cette intention et que les paroles pouvaient signifier tout ce que les gens voulaient.
Dans une interview télévisée du claviériste Greg Phillinganes, ce dernier affirma être le co-compositeur du titre avec Jackson. En effet, certaines copies du single le créditent comme co-compositeur. Cependant, après une procédure judiciaire, les avocats de Jackson obtinrent l’éviction du musicien en qualité de co-compositeur, en invoquant le fait que Michael Jackson avait fait appel à lui seulement pour arranger et étoffer son titre. En effet, Phillinganes a bien écrit et arrangé le pont, dans lequel interviennent des duels entre les solos du synthétiseur mini moog et la section de cuivres, sans que cela puisse faire de lui le co-compositeur du titre. Le claviériste ne contesta pas la décision de justice et cela ne l'empêcha pas de poursuivre sa collaboration avec Michael Jackson sur ses albums suivants.

## Analyse
Don't Stop 'Til You Get Enough se situe musicalement dans le registre disco-funk. La chanson est jouée en mode B mixolydien et en signature rythmique commune ; le registre vocal de Jackson s'étend de G # 3 à B5. Les instruments utilisés sont une section de cuivres à six pièces (deux trompettes, un saxophone ténor, un trombone et un saxophone baryton), une section de cordes (arrangée par Ben Wright) et deux guitares auxquels s'ajoutent des claviers, des basses, de la batterie et des percussions. Le tempo de la chanson est de 120 battements par minute. Le titre commence par une introduction parlée de Jackson avant qu'il ne se mette à chanter en voix de fausset.
La structure musicale de Don't Stop 'Til You Get Enough est très nette et comporte peu de marqueurs rythmiques brutaux, ce qui, combiné à la performance vocale de Jackson, donne un rendu très « léger » à l'écoute et fait de cette chanson un tube facilement reconnaissable. Au sujet de l'introduction parlée, le critique musical Gerri Hirshey estime qu'elle « consiste en dix secondes de parfaite tension pop » tandis que son collègue Paul Lester la qualifie d'« introduction la plus excitante jamais créée pour une chanson pop ». Selon certains observateurs, la « force » qu'évoque Michael Jackson dans la chanson serait une référence au film La Guerre des étoiles (1977).

## Clip
Le clip de Don't Stop 'Til You Get Enough fut dirigé et produit par Nick Saxton et diffusé pour la première fois en octobre 1979. Dans un décor disco coloré, fait de cristaux et de perles, on y voit Michael Jackson en smoking qui chante et danse. 
D'une durée de 4 min 11 s, ce fut le premier clip de la carrière en solo du chanteur. Au moment du pont, Michael Jackson apparaît à l'écran en triplé, ce qui était considéré comme une innovation à l'époque,. Les effets spéciaux furent obtenus grâce à la technique de l'incrustation qui venait d'être inventée. Les paroles du clip sont identiques à celles de la chanson et l'introduction parlée est conservée.

## En concert
Lors de la sortie du titre, à l'été 1979, Michael Jackson interpréta plusieurs fois la chanson de façon impromptue dans des clubs. Il l'interpréta de nouveau lors de la deuxième étape du Destiny Tour (1979-1980) des Jacksons, ainsi que durant le Triumph Tour (1981). Elle figura également au programme du HIStory World Tour (1996-1997) au sein du Off the Wall Medley. Michael Jackson devait également la chanter lors de la tournée This Is It (2009) qui fut annulée en raison de la mort soudaine de l'artiste.

## Liste des titres
- Single européen (45 tours)[14]

1. Don't Stop 'Til You Get Enough – 5:45
2. I Can't Help It – 4:29

- Visionary (face DVD)

1. Don't Stop 'Til You Get Enough (Video) – 4:11
2. Don't Stop 'Til You Get Enough – 3:56
3. Don't Stop 'Til You Get Enough (Original 12" Edit) – 5:52

### SingleDon't Stop 'Til You Get Enough
Audio (CD)
1. Don't Stop 'Til You Get Enough – 5:45

Vidéoclip (DVD)
1. Don't Stop 'Til You Get Enough (Official Upscaled Video) – 4:14

## Crédits
| - Écriture et composition : Michael Jackson - Production : Quincy Jones et Michael Jackson - Voix principale et chœurs : Michael Jackson - Chœurs additionnels : Jim Gilstrap, Augie Johnson, Mortonette Jenkins, Paulette McWilliams et Zedric Wiliams - Basse : Louis Johnson - Batterie : John Robinson - Pianos acoustiques et électriques, synthétiseurs : Greg Phillinganes - Guitares : David Williams, Marlo Henderson - Percussions : Michael Jackson, Randy Jackson, Richard Heath, Paulinho da Costa - Cors : The Sewind Horns - Jerry Hey : trompette et bugle - Larry Williams : saxophone ténor et alto, flûte - Kim Hutchcroft : saxophone baryton et ténot, flûte - Willian Reichenbach : trombone - Garry Grant : trompette - Gerald Vinci : premier violon | - Arrangement des cors : Jerry Hey - Arrangement rythmique : Greg Phillinganes et Michael Jackson - Arrangements vocaux et des percussions : Michael Jackson - Arrangement des cordes : Benjamin Wright - Ingénieur du son et mixage : Bruce Swedien |

## Accueil

### Critique
Les critiques furent globalement très positives à la sortie du titre. Stephen Holden, du magazine Rolling Stone, décrivit la chanson comme « l'une des rares productions disco récentes qui fonctionnent à la fois sur la piste de danse et comme une extravagance sonore comparable à Boogie Wonderland de Earth, Wind and Fire ».
James Montgomery, de MTV, estime que Don't Stop 'Til You Get Enough, ainsi que les trois autres singles de l'album Off the Wall, « ont mis en évidence — ou plus précisément en roue libre — les talents de Jackson en tant qu'artiste, chanteur, écrivain et, plus important encore, en tant que tête d'affiche ». 
Après la mort de Michael Jackson, le blog de la station de radio AOL publia une liste intitulée « Les 10 meilleures chansons de Michael Jackson » sur laquelle Don't Stop 'Til You Get Enough figurait à la dixième place. 
William Rhulmann, auteur du livre The All-Music Guide to Rock, considère Don't Stop 'Til You Get Enough comme un « morceau de danse irrésistible ». 
Pour John Lewis, auteur de 1001 Albums You Must Hear Before You Die, cette « chanson nerveuse et frénétique » est l'élément central de l'album. Il conclut en affirmant que « les cris de fausset de Jackson et ses glapissements fringants servent de fil conducteur tout au long de la chanson et viennent ponctuer l'époustouflant arrangement de cordes de Ben Wright et les cuivres de Jerry Hey ». 
J. Randy Taraborrelli, biographe de l'artiste, décrit le style vocal de Jackson comme un « falsetto sexy et enjoué » que « personne ne lui connaissait auparavant ». 
Nelson George (en) écrit pour sa part que la période de grandeur artistique de Michael Jackson commence avec Don't Stop 'Til You Get Enough. Il juge que les percussions et les chœurs sont « astucieusement chorégraphiés » afin de « créer une ambiance dramatique et extatique sur la piste de danse ». Il ajoute également : « c'est une chose que de faire un disque de danse ; c'en est une autre d'inculquer à ce morceau une qualité épique et festive comme Michael le fait ici ».
Selon la critique musicale Anne Danielsen, le succès de cette chanson est dû en partie au fait qu'elle dépasse les clivages raciaux et n'est pas uniquement assimilable à de la « musique noire », à une époque où les artistes afro-américains ne sont guère diffusés à grande échelle aux États-Unis. Danielsen note que « cette musique semble avoir été conçue spécialement pour dépasser les différences en matière d'écoute et de goût entre l'audience traditionnelle de la musique noire dansante et celle de la pop mainstream ».
Danielsen ajoute que le titre « se compose d'une suite d'événements percussifs bien articulés et ordonnés qui marquent la rythmique sans la nervosité qui a toujours obsédé  James Brown […] La chanson présente également plusieurs couches instrumentales continues et harmonieuses qui donne à tout ce bel ensemble rythmique une texture plus sensuelle. Le rendu éclatant et chatoyant des cordes, du falsetto de Jackson et de la section de cuivres symbolise à la perfection la légèreté et le relâchement vis-à-vis de l'ennui et des tracas de la vie quotidienne recherchés par la pop mainstream ».

### Ventes
Le single se hissa à la première place du Billboard Hot 100 du 13 au 20 octobre et fut certifié disque d'or trois mois après sa sortie. Il arriva également en tête des ventes en Australie, en Nouvelle-Zélande, en Norvège, en Afrique du Sud et au Zimbabwe et atteignit la troisième place au Royaume-Uni. En 1989, Don't Stop 'Til Get Enough fut certifié disque de platine par la Recording Industry Association of America,.
Le single s'est vendu en France à environ 159 000 exemplaires (estimation de 2018).

## Classements
| Classement (1979-80)              | Meilleure place |
| --------------------------------- | --------------- |
| États-Unis (Hot 100)              | 1               |
| Australie (Kent Music Report)     | 1               |
| Autriche (Ö3 Austria Top 40)      | 11              |
| Suisse (Schweizer Hitparade)      | 11              |
| France (SNEP)                     | 15              |
| Canada (RPM Dance Music)          | 1               |
| Canada (RPM Top Singles)          | 3               |
| Allemagne (Media Control AG)      | 13              |
| Pays-Bas (Nederlandse Top 40)     | 2               |
| Pays-Bas (Single Top 100)         | 2               |
| Irlande (IRMA)                    | 10              |
| Nouvelle-Zélande (RMNZ)           | 1               |
| Norvège (VG-lista)                | 1               |
| Afrique du Sud (Springbok Charts) | 1               |

## Récompenses
- En 1980, Michael Jackson obtint pour ce titre le Grammy Award de la meilleure prestation vocale R&B masculine ainsi que l'American Music Awards du meilleur titre soul/R&B[37].

## Reprises
- Le chanteur de reggae Derrick Lara et le DJ Trinity ont fait une reprise du morceau en 1980, produite par Joe Gibbs, disponible sur la compilation Hustle! Reggae Disco Kingston London New York (Soul Jazz Records, 2002).
- Juan Luis Guerra et son groupe 4.40 ont fait une reprise merengue du morceau en espagnol, sous le titre Dame, disponible sur l'album Mudanza y Acarreo (1985).
- Funkbuster, co-produit par F.R. David, réalise une reprise électro du titre en 2003.
- Prince rendit hommage à Michael Jackson après sa mort en reprenant le titre tout au long de sa tournée Welcome 2 America Tour (2010).

## Divers
- En 1980, la chanson est utilisée dans une publicité japonaise avec Michael Jackson pour un scooter du fabricant Suzuki[38].
- Le morceau est chanté par Chris Tucker à la fin du film Rush Hour 2 (2001).
- D’octobre 2008 à août 2012, la version instrumentale du titre est utilisée par la Française des jeux pour promouvoir le nouveau tirage du Loto programmé le lundi, mercredi et samedi ; elle se retrouve au générique de début et de fin du tirage ainsi que dans les publicités.